# Galium bigeminum
Galium bigeminum là một loài thực vật có hoa trong họ Thiến thảo. Loài này được Griseb. mô tả khoa học đầu tiên năm 1874.